# David Davies, 3. Baron Davies
David Davies, 3. Baron Davies (* 2. Oktober 1940; † 7. Februar 2024) war ein britischer Peer und Politiker der Liberal Democrats.

## Leben und Karriere
Davies war der ältere Sohn von David Davies, 2. Baron Davies und Ruth Eldrydd Dugdale († 1966), Tochter von William Marshall Dugdale, geboren. Er besuchte das Eton College und graduierte 1961 am King’s College der Cambridge University mit einem Bachelor of Arts sowie 1985 mit einem Master of Arts und einem Master of Business Administration (MBA).
Davies war registriert als ein Chartered Engineer und Mitglied der Institution of Civil Engineers. Er war von 1975 bis 2000 Vorsitzender (Chairman) der Welsh National Opera Company. Davies erhielt 1997 das Amt eines Deputy Lieutenant von Powys und wurde 2004 der Vice-Lord-Lieutenant von Powys. Er lebte auf den Familienanwesen in Llandinam (Stand 2003).
Davies war kein Mitglied der Hereditary Peerage Association.

## Mitgliedschaft im House of Lords
Davies war noch minderjährig, als sein Vater 1944 im Zweiten Weltkrieg fiel und er dessen Adelstitel als 3. Baron Davies erbte. Nachdem er volljährig wurde, konnte er den damals mit dem Titel verbundenen Sitz im House of Lords einnehmen und schloss sich der Fraktion der Liberal Democrats an. Seine erste Parlamentsrede, die im Hansard verzeichnet ist, stammt vom 2. Februar 1993. Er sprach in den 1990er Jahren zur Welsh Language Bill, der Bauindustrie und zur walisischen Wirtschaft. Zuletzt sprach er dort am 31. Januar 1996.
Seinen Sitz verlor er durch den House of Lords Act 1999. Für einen der verbleibenden Sitze trat er nicht an. Im Register of Hereditary Peers, die für eine Nachwahl zur Verfügung stehen, ist er verzeichnet.

## Familie
Er heiratete am 24. Juli 1972 Beryl Oliver, Tochter von William James Oliver. Sie hatten vier Kinder, davon zwei Söhne und zwei Töchter. Sein ältester Sohn Hon. David Davies (* 1975) erbte 2024 seinen Adelstitel als 4. Baron.